# Humbert VII de Thoire
Humbert de Thoire-Villars, numéroté [VI] ou [VII] selon les généalogistes et historiens, mort le 24 juillet 1424 ou le 7 mai 1423 à Trévoux, est un seigneur issu de la maison de Thoire-Villars. Chef de cette maison, il en est le dernier représentant à sa mort.

## Numéro
Sa numérotation dans la filiation fait débat. Une grande partie des historiens, dont Pierre Duparc, spécialiste du comté de Genève ou encore le Dictionnaire historique de la Suisse, lui assignent le numéro [VII],,.
Le site de généalogie Foundation for Medieval Genealogy lui attribue le numéro [VI].

## Biographie
La date de naissance d'Humbert de Thoire-Villars est inconnue. Il est le fils de Humbert VI de Thoire († 1372) et de sa seconde épouse Béatrix, fille de Jean II de Châlon-Auxerre, comte d'Auxerre et de Tonnerre.
À la mort de son père, il hérite de la seigneurie ou sirerie de Villars, correspondant à la partie sud-sud-est du plateau des Dombes, mais aussi de nombreuses seigneuries en Bresse et en Bugey.
En 1368, il épouse en secondes noces, Marie de Genève, fille du comte Amédée III de Genève († 1367),,.
Le duc Philippe II de Bourgogne réclame que le seigneur Humbert VII lui fasse hommage, selon l'érudit local Paul Guillemot, « non seulement pour les fiefs détachés de son comté en faveur d'Alix, mais encore pour d'autres fiefs qui, depuis longtemps, relevaient des sires de Thoire dans le Haut-Bugey ». Il s'agit d'Alix/Béatrice de Bourgogne qui avait reçu en dot un certain nombre de terres lors de son mariage avec Humbert III de Thoire. Le duc s'empare d'une partie des terres par les armes.
Son fils, Humbert, comte de Genève, meurt en mars 1400, sans héritier.
Humbert VII de Thoire « chargé d'ans et d'ennuis, incapable de résister au duc de Bourgogne, qui avait envahi la plupart de ses forteresses du Bugey, se voyant sans enfant et presque à bout de ressources financières » selon Samuel Guichenon, vend pour 30 000 livres tournois une partie de ses biens — bourgs et seigneuries de Trévoux, d'Ambérieux et du Châtelard — au duc Louis II de Bourbon,, le 11 août 1402. Il vend quelques mois plus tard, en octobre 1402, pour une somme de 100 000 florins d'or l'ensemble de ses droits, tout en gardant l'usufruit, sur ses seigneuries du Bugey et de la Bresse — « les villes et châteaux de Villars, Loyes, Poncin, Cerdon, Montreal, Arbent, Matafelon, Beauvoir et généralement tou ce qu'il avait en deçà la Saône, à la réserve seulement des seigneuries de Rossillon et de Montdidier » — au comte Amédée VIII de Savoie, (La Topographie historique du département de l'Ain donne par erreur Amédée VII).
Humbert VII de Thoire-Villars meurt à Trévoux, toutefois la date de sa mort varie selon les auteurs. La Topographie historique du département de l'Ain de Marie-Claude Guigue (1873) donne le 24 juillet 1424, tandis que les historiens Antoine Vachez (1868) et Jean Régné, dans son Histoire du Vivarais (1978), donnent le 7 mai 1423. Le site de généalogie Foundation for Medieval Genealogy retient également l'année 1423.
Avec lui s'éteint le dernier représentant de la branche aînée des Thoire-Villars.

## Famille
Humbert de Thoire-Villars se marie une première fois le 21 mai 1350 avec Alix († v. 1367), fille d'Aimon/Aymar de Rossillon/de Roussillon (Roussillon en Dauphiné), dame d'Annonay et de Roussillon, dernière héritière de sa famille,. Ils n'ont pas d'enfant.
Il épouse en secondes noces, en 1368, Marie († 1382), fille du comte Amédée III de Genève (mort en 1367), et sœur du comte Aymon III de Genève. Elle est veuve de son premier mariage avec Jean II de Chalon-Arlay. Ils ont trois enfants : Humbert, Alix et Louise. Le premier devient comte de Genève et meurt durant l'année 1400,. Louise est mariée, en 1387, avec Guillaume de Vienne.
Son troisième mariage, en 1383, l'unit à Isabelle (Isabeau) d'Harcourt († le 16 avril 1443), fille de Jean VI (La Topographie historique du département de l'Ain donne Jean III), comte d'Harcourt et de Catherine de Bourbon. Cette dernière est la belle-sœur du roi Charles V, et, veuve douairière, sera l'héritière de son mari Humbert VII.